# شیرآباد (طبس)
شیرآباد، روستایی است از توابع بخش مرکزی شهرستان طبس استان خراسان جنوبی ایران.

## جمعیت
این روستا در دهستان گلشن قرار داشته و بر اساس سرشماری سال ۱۳۸۵ جمعیت آن ۳۳۲ نفر (۸۶ خانوار) بوده‌است.